# Хрсово
Хрсово је насељено место у саставу општине Свети Иван Жабно у Копривничко-крижевачкој жупанији, Хрватска. До територијалне реорганизације у Хрватској налазило се у саставу бивше велике општине Крижевци.

## Становништво
На попису становништва 2011. године, Хрсово је имало 268 становника.

## Попис1991.
На попису становништва 1991. године, насељено место Хрсово је имало 242 становника, следећег националног састава:
| Попис 1991.‍  | Попис 1991.‍  | Попис 1991.‍ | Попис 1991.‍ | Попис 1991.‍ |
| ------------ | ------------ | ----------- | ----------- | ----------- |
|              |              |             |             |             |
| Хрвати       | Хрвати       |             | 221         | 91,32%      |
| Југословени  | Југословени  |             | 11          | 4,54%       |
| Срби         | Срби         |             | 5           | 2,06%       |
| Мађари       | Мађари       |             | 1           | 0,41%       |
| Македонци    | Македонци    |             | 1           | 0,41%       |
| неопредељени | неопредељени |             | 2           | 0,82%       |
| непознато    | непознато    |             | 1           | 0,41%       |
| укупно: 242  |              |             |             |             |